# Kemune
Koordinaten: 36° 46′ 7″ N, 42° 43′ 55″ O
Kemune (das antike Zakhiku/Zachiku) ist eine archäologische Stätte, die 2013 während eines niedrigen Wasserstands im Reservoir der Mosul-Talsperre im Gouvernement Ninawa, Teil der irakischen Region Kurdistan, entdeckt wurde. Die Stadt aus der Mittani-Ära wurde um 1350 v. Chr. durch ein Erdbeben zerstört.

## Archäologie
Die Fundstelle wurde erstmals im Herbst 2018 von deutschen und kurdischen Archäologen ausgegraben. Die Ausgrabung wurde von Ivana Puljiz von der Universität Tübingen geleitet. Die Arbeiten konzentrierten sich auf die Überreste des Palastes. Im Jahr 2021 legten extrem niedrige Wasserstände im Stausee aufgrund einer schweren Dürre den Standort erneut frei. Im Januar und Februar 2022 führten die Kurdistan Archaeology Organization und die Universität Tübingen weitere Notrettungsgrabungen durch. Neben der Kartierung des größten Teils des Geländes wurden etwa 100 Keilschrifttafeln geborgen. Die Tafeln stammen aus der mittelassyrischen Zeit, kurz nach der Zerstörung der Stadt durch ein Erdbeben. Nun ist das Gelände erneut überschwemmt.
Auf dem Gelände befand sich ein Palast, der in den Tagen des Mittani-Reiches am Ufer des Tigris errichtet wurde. Die Überreste des Palastes sind bis zu einer Höhe von etwa sieben Metern erhalten. Archäologen legten mehrere Räume im Inneren des Palastes frei und überprüften teilweise acht davon. Sie legten auch große, gebrannte Ziegel frei, die mancherorts als Bodenplatten dienten. Zehn keilförmige Tontafeln gehörten den Mittani und wurden von Betina Faist von der Universität Heidelberg übersetzt. Laut einer der Tafeln war Kemune wahrscheinlich die antike Stadt Zakhiku. In einigen Räumen wurden auch gut erhaltene Wandmalereien gefunden, die zwei Meter breit und mehr als zwei Meter hoch sind.